# Theatrum Belli Rhenani

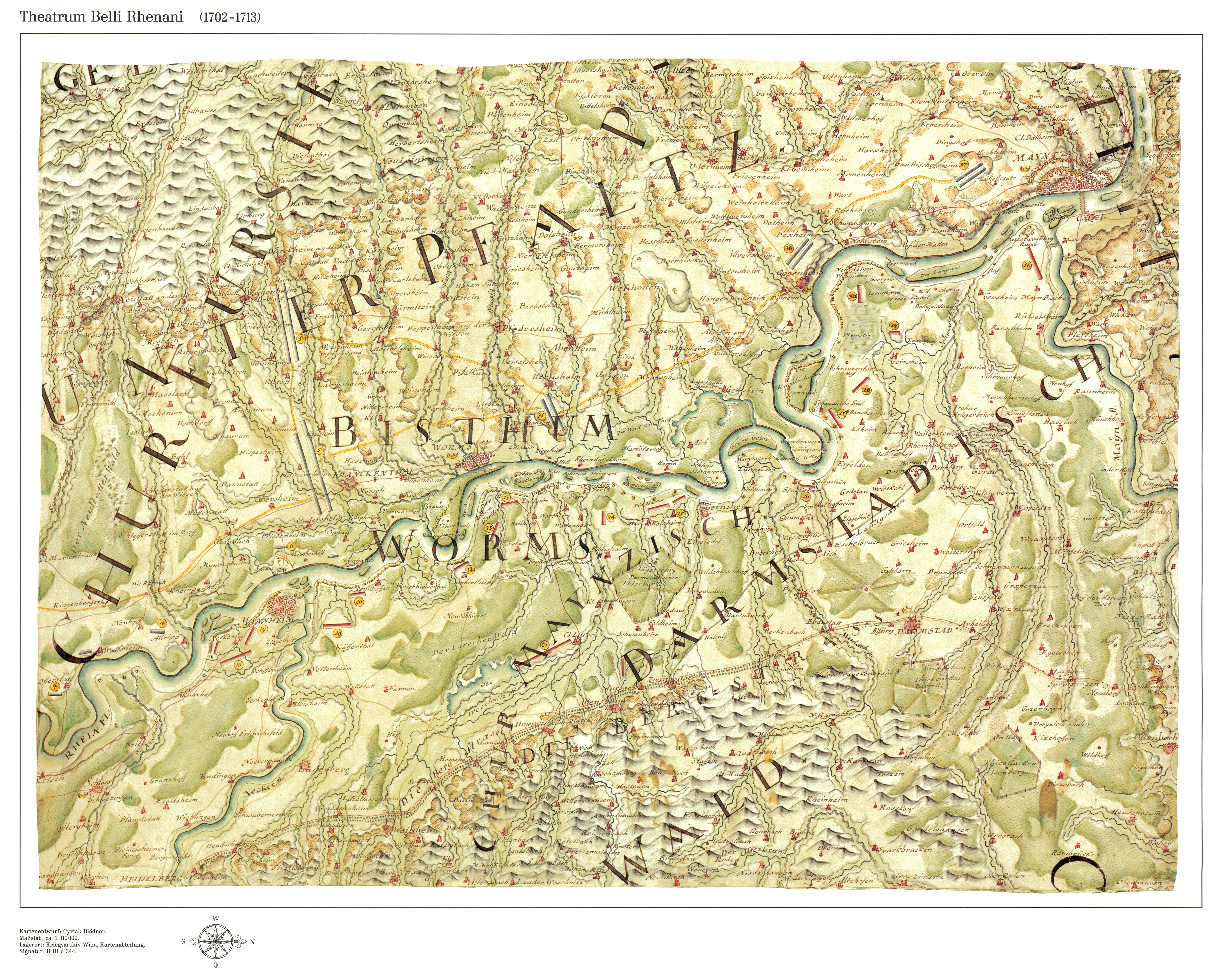
Blatt 9, Mainz

Blattschnitt

Das Theatrum Belli Rhenani (deutsch: Der Kriegsschauplatz am Rhein) ist ein Kartenwerk des Kartographen Cyriak Blödner, welches ursprünglich in den Jahren 1713 bis 1715 geschaffen wurde. Die Karte besteht aus 20 einzelnen Blättern und misst insgesamt 290 × 170 cm. Sie ist nach Westen ausgerichtet.
Eine zweite Ausgabe dieser Karte wurde in den Jahren 1717 bis 1725 erstellt und befindet sich unter gleicher Signatur im Kriegsarchiv Wien.

## Abdeckung
Die Karte zeigt detailgetreu die Süddeutsche Landschaft zwischen
- Lauterbach (Norden)
- Ochsenfurt (Osten)
- Baden AG (Süden)
- Andernach (Westen)